# بخش اسماعیلی
بخش اسماعیلی یکی از بخش‌های شهرستان جیرفت در استان کرمان ایران است.
مرکز این بخش، شهر بلوک است.
در این بخش مردم به گویش رودباری تکلم میکنند.
عمدهٔ فامیل‌های ساکن این روستا ساردویی بوده و شغل مردم در این روستا کشاورزی و دامداری می‌باشد. این روستا دارای موتور آب به نام یکی از شخص‌های ثروتمند و ملکدار قدیم بنام هرندی بوده است که بواسطه همین به موتور آب این منطقه موتور هرندی میگویند 
عمدهٔ محصولات این روستا خرما، گوجه، خیار، هندوانه، پیاز، گندم و جو می‌باشد 
از زمان شروع خشکسالی در این منطقه اکثر جوانان این روستا به شهر مهاجرت کرده‌اند.

## فعالیت اقتصادی
بخش اسماعیلی ظرفیت‌ها و پتانسیل‌های مختلفی در زمینه‌های کشاورزی ، معدنی و دامپروری دارد. در زمینه کشاورزی باغات بزرگ نخیلات شهرستان‌ها ی جنوبی کرمان در این بخش قرار دارد.شغل اصلی مردم کشاورزی است و علاوه بر عشایر این بخش اکثر مردم نیز دامپروری را در کنار کشاورزی خود دارند.

## تقسیمات کشوری
- بخش اسماعیلی
  - دهستان حسین‌آباد
  - دهستان گنج‌آباد
  - دهستان اسماعیلی

شهر: بلوک

## جمعیت
بنابر سرشماری مرکز آمار ایران، جمعیت بخش اسماعیلی در سال ۱۳۹۵ برابر با ۴۲٬۷۸۶ نفر بوده‌است.

## رتبه بخش در استان
بخش اسماعیلی براساس سرشماری سال ۹۵ دومین بخش پرجمعیت استان کرمان می باشد.
فهرست ۱۰ بخش پرجمعیت استان کرمان که در آینده شهرستان خواهند شد:
- منبع:فهرست بخش های استان کرمان

| ردیف | بخش            | شهرستان  | جمعیت سال ۱۳۹۵ |
| ---- | -------------- | -------- | -------------- |
| ۱    | بخش بروات      | بم       | ۵۹٬۶۱۲         |
| ۲    | بخش اسماعیلی   | جیرفت    | ۴۲٬۸۶۷         |
| ۳    | بخش ساردوئیه   | جیرفت    | ۳۹٬۱۵۸         |
| ۴    | بخش ماهان      | کرمان    | ۳۳٬۵۲۱         |
| ۵    | بخش گلباف      | کرمان    | ٣٢٣۵۴          |
| ۶    | بخش چترود      | کرمان    | ۳۱٬۱۸۳         |
| ۷    | بخش زیدآباد    | سیرجان   | ۲۷٬۸۱۸         |
| ۸    | بخش نگین کویر  | فهرج     | ۲۶٬۹۲۲         |
| ۹    | بخش گنبکی      | ریگان    | ۲۵٬۹۷۶         |
| ۱۰   | بخش چاه دادخدا | قلعه گنج | ۲۵٬۵۴۰         |

هم اکنون جمعیت بخش اسماعیلی از ۵ شهرستان استان کرمان بیشتر است که در زیر آمده است.
| ردیف | شهرستان         | مرکز    | تاریخ تأسیس | جمعیت ۱۳۹۵ |
| ---- | --------------- | ------- | ----------- | ---------- |
| ۱    | شهرستان ارزوئیه | ارزوئیه | ۱۳۸۹        | ۳۸٬۵۱۰     |
| ۲    | شهرستان انار    | انار    | ۱۳۸۸        | ۳۶٬۸۹۷     |
| ۳    | شهرستان رابر    | رابر    | ۱۳۸۸        | ۳۵٬۳۶۲     |
| ۴    | شهرستان فاریاب  | فاریاب  | ۱۳۸۹        | ۳۴٬۰۰۰     |
| ۵    | شهرستان کوهبنان | کوهبنان | ۱۳۸۳        | ۲۱٬۲۰۵     |